# جاسلين غونزاليس
جاسلين غونزاليس (مواليد 29 مايو 1986) عارضة أزياء ومقدمة برامج تلفزيونية بورتوريكية، واشتهرت بفوزها في النسخة الثامنة من برنامج أمريكان نيكست توب موديل.

## روابط خارجية
- جاسلين غونزاليس على موقع IMDb (الإنجليزية)
- جاسلين غونزاليس على موقع قاعدة بيانات الفيلم (الإنجليزية)
- جاسلين غونزاليس على موقع دليل عارضات الأزياء (الإنجليزية)

- The Internet Fashion Database